# Кубански крокодил
Кубански крокодил (Crocodylus rhombifer) је гмизавац из реда Crocodylia и фамилије Crocodylidae. 

## Угроженост
Ова врста је крајње угрожена и у великој опасности од изумирања.

## Распрострањење
Ареал врсте је ограничен на једну државу. 
Куба је једино познато природно станиште врсте.

## Станиште
Станишта врсте су жбунаста вегетација и слатководна подручја. 
Врста је присутна на подручју острва Куба. 

## Начин живота
Врста Crocodylus rhombifer прави гнезда. 